# Jerzy Andrzejewski

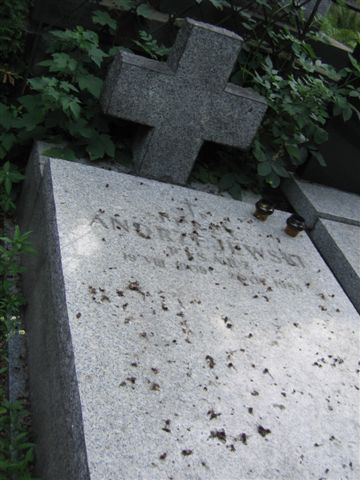
Jerzy Andrzejewskis grav.

Jerzy Andrzejewski född 9 augusti 1909 i Warszawa, död 20 april 1983, var en polsk författare. Han mest kända verk är andra världskrigsskildringen Aska och diamanter, som handlar om stridigheterna mellan kommunistiska och antikommunistiska motståndsrörelser under den tyska ockupationens slutskede, men ytterst ställer frågan om Polens framtid. Boken fick senare en uppmärksammad filmatisering i händerna på Andrzej Wajda, som även filmatiserade flera av Andrzejewskis andra verk.

## Biografi
Andrzejewski föddes 1909 i Warszawa till en medelklassfamilj; fadern var grossist och modern dotter till en läkare. Som ung studerade han polsk litteratur vid Warszawas universitet och arbetade samtidigt vid en litterär veckotidning. Hans första bok, en novellsamling med titeln Drogi nieuniknione, gavs ut 1936.
Under andra världskriget blev Andrzejewski en ledargestalt i den polska kulturella underjordiska rörelsen, och efter kriget gick han med i det statsbärande stalinistiska partiet PZPR. Andrzejewski kom dock att lämna partiet 1956, och kritiserade sedermera utvecklingen i det statssocialistiska Polen, bland annat i boken Paradisets portar (polska: Bramy raju) från 1960. Mot slutet av sitt liv stödde han fackföreningen Solidaritets kamp mot regimen. På grund av Andrzejewskis oppositionella ställningstaganden förblev flera av hans verk opublicerade.
Trots att Andrzejewski var homosexuell gifte han sig 1945 med Maria Abgarowicz, och tillsammans fick de två barn. Han dog 1983 av en hjärtattack.